# NGC 7024
NGC 7024 este o galaxie situată în constelația Lebăda. A fost descoperită în 17 octombrie 1786 de către William Herschel.